# Neonitocris infrarufa
Neonitocris infrarufa là một loài bọ cánh cứng trong họ Cerambycidae.